# Eumorpha domingonis
Eumorpha domingonis är en fjärilsart som beskrevs av Rothschild 1894. Eumorpha domingonis ingår i släktet Eumorpha och familjen svärmare. Inga underarter finns listade i Catalogue of Life.